# District d'Isandra
Isandra est un district de Madagascar, situé dans le centre de la région Haute Matsiatra, dans la province de Fianarantsoa. Il est traversé par la RN 42 de Fianarantsoa à Ikalamavony.